# Antígona (Salvador Espriu)
Antígona es una pieza teatral culta del escritor catalán Salvador Espriu. Fue escrita en 1939, poco después de la entrada de las tropas franquistas en la capital catalana.
También fue en 1939 que el padre de Espriu murió y poco tiempo antes había muerto el gran amigo de estudios del poeta de Sinera, Bartomeu Rosselló-Pòrcel: tres golpes duros para un escritor que tenía muchos proyectos, sobre todo el estudio de historia y lenguas antiguas y egiptología, pero que tuvo que resignarse a un trabajo de segunda fila. Por la política del gobierno militar de los insurrectos para hacer desaparecer el catalán, tardó hasta el año 1955 antes de que pudiera publicarla en la Editorial Moll de Palma. La Agrupación Dramática de Barcelona (ADB), dirigida por Jordi Sarsanedas la puso en escena en 1958 en el Palacio de la Música Catalana. En 1963 Espriu publicó una nueva versión para el Teatro Romea y en 1969 sacó una tercera, con un prefacio de Maria Aurèlia Capmany.
El helenista y crítico Carles Miralles (1944-2015) considera que «La Antígona de Espriu es en todo caso una de las mayores tragedias del XX y ciertamente la mejor de las tantísimas que entre la de Sófocles y hoy se hayan llegado a escribir[…].» 

## La obra
La obra retoma el mito griego de Antígona, una princesa que se niega admitir que hay vencedores y vencidos después de la guerra fratricida entre sus hermanos. La nueva situación que resulta es que se deben honrar a los vencedores y borrar por completo la memoria de los vencidos, que no son más que traidores. Lo que singulariza esta pieza de las otras Antígonas contemporáneas es que la tragedia debe leerse como una consecuencia de la Guerra Civil y no como resultado de la naturaleza de los hombres. El sacrificio de Antígona tiene para ella un sentido: se ofrece a fin de que cese la maldición para los suyos, por eso el propio Espriu se declaraba muerto civilmente después de la guerra, ofrecía su sacrificio para expiar las culpas de la colectividad catalana.
Espriu presenta personajes esquemáticos y sintéticos para resaltar aspectos determinados de comportamiento. No los analiza psicológicamente y logra así arquetipos que dan identidad a las diversas actitudes del hombre. Sabemos, por el prólogo-personaje, que Antígona será «condenada por un crimen contra la ciudad», al enterrar el cuerpo «medio comido por los buitres» de su hermano Polinices. Será inculpada por Creonte, pero ya en la primera parte de la tragedia, la chica es acusada, por Etéocles, de traicionar a Tebas, ya que quiere evitar la lucha entre hermanos.
Antígona establece un discurso didáctico que será clave en la evolución posterior de la obra de Espriu, ya que a través de la literatura, de la obra literaria, se muestra un discurso cívico y político dirigido a la colectividad, tal como hará con La piel de toro de 1962.

## Personajes[1]
Antígona supera a los demás personajes por su alta moralidad, nobleza y humanidad. Su única ambición será la redención de todo un linaje, dice «que la maldición se acabe conmigo», oponiéndose a quienes sólo anhelan el poder de la ciudad. Antígona se moverá siempre por la ley de la sangre, la sangre de su estirpe, y acatará solo los antiguos preceptos. Así lo dice en Tiresias «vengo a enterrar un cuerpo, el de mi hermano Polinices, que deberían haber honrado e incinerado según los antiguos preceptos» y más adelante dice: «Mi sangre me ordenaba arrancar ese cuerpo de la profanación».
Sólo Eumolpo ayudará a Antígona y soportará el destino trágico. Así dos seres extremos en el orden social son hermanados por la misma nobleza de espíritu. Su presencia incomoda al poder. Además de la rebeldía y la piedad hacia los muertos, la heroína nos remite también al tema de la ceguera, constante en Espriu «¡Quién fuera ciego como mi padre, para no ver este día!» En Antígona, sin embargo, el proceso será contrario al de su padre Edipo. Edipo se vacía los ojos, ya que éstos no le revelaron la verdad. Viejo y ciego augura la guerra entre hermanos; así se lo dice a Polinices: «No podrás derribar esos muros. No, antes caerás sollado de sangre y tu consanguíneo caerá igualmente». Antígona, en cambio, sabe que las profecías se han cumplido y querría convertirse en ciega para no conocer la fatalidad, y aun así su ceguera no alteraría la verdad. Por eso su único destino, porque no puede soportar la realidad, será la muerte. Una muerte que comportará la presencia de la oscuridad «No sé si muero justamente pero siento que muero con alegría. Privada de luz, en una lenta espera, recordaré hasta el último momento a mi ciudad.» En la cueva le será permitido ver, con la pureza del recuerdo, con la memoria que la salvará. Hay que ver un cierto paralelismo con el autor que en el prólogo nos dice que él también ama a Tebas, la fuente Dirce, el río…
Ismene es la hermana de Antígona, de Etéocles y Polinices y simboliza la indecisión y el olvido. Ella que ha visto la muerte de los hermanos no es capaz de actuar con la nobleza de Antígona. El recuerdo de su padre sólo le produce horror. Dice «Este viejo (Tiresias) me horroriza, me recuerda a mi padre cuando ya era ciego». Ismene es débil, no puede soportar la visión de su hermano rodeado de pájaros «No reconozco a Polinices en este cuerpo podrido». Ismene está guiada por el miedo y por la ley del tirano «No puedo violar la ley ni vencer mi miedo». Se convertirá en un ser vacío, sin memoria, muerto «una virgen que no tendrá sobrinos».
Eurídice, mujer de Creonte, se convierte en la primera parte en una especie de equilibrio entre Euriganeia y Astimedusa. Si Astimedusa representa el optimismo, la incredulidad frente a los augurios de Tiresias, Euriganeia es dominada por el dolor y representa la fatalidad y el pesimismo, debido a la pérdida de los hijos. Ese dolor es tan fuerte que le irá borrando la memoria. Euriganeia es la resignación ante la vida dolorosa «el triunfo del dios adverso nos impone nuestra desolación reflejada en el espejo de su impasibilidad. » Eurídice se va perfilando como un personaje necio que no teme a los dioses. Su instinto era desfavorable al matrimonio de su hijo Hémon con Antígona, por lo que "tras el decente y moderado disgusto, respirará en adelante más tranquila".
Etéocles, el hermano de Antígona, es utilizado por Creonte (el tío) para tomar el poder. Tenían que reinar un año cada hermano, pero Polinices es despojado de sus derechos y Etéocles se convierte en el único rey de Tebas. Dominado por la ambición, como le reprocha Antígona, es empujado a la guerra fratricida. Creonte, astutamente, le desaconseja el combate, porque sabe que así Etéocles sentirá herido su orgullo y se enfrentará con Polinices. Cegado por el poder, morirá víctima de su propia ceguera y de la astucia de Creonte.
Creonte es el hermano de Yocasta, el cual quiere el gobierno de Tebas; quiere ser rey. Actúa por pragmatismo político y por eso no quiere enterrar a Polinices. En la obra de Sófocles, Creonte con su actuación atrae sobre el pueblo la fatalidad del destino. En cambio Espriu salva al pueblo.
A Tiresias la vida interior le permite vaticinar su futuro. Está destinado a revelar las desgracias de los demás, pero se desconoce a sí mismo.
Eumolpo es un esclavo jorobado, representa el elemento grotesco que vive la realidad. Se rebela contra su condición y acompaña a Antígona. Comparte con ella la nobleza de espíritu, aunque sea de una clase social baja y marginal.
El Lúcid Conseller (Lúcido Consejero), añadido por Espriu a la versión de 1963 de la tragedia, es un personaje situado al margen del tiempo en el que transcurre la obra, lo que se hace evidente por el tipo de reflexión que hace, por el tono de sus palabras y por el lenguaje lacónico y categórico, crítico e irónico, distanciador. Este personaje nos obliga a hacer una lectura crítica, nos hace reflexionar sobre la realidad dramática de la guerra y la posguerra en nuestro país. Su visión de los hechos convierte el acto trágico de Antígona en sacrificio estéril y va. No hay salvación posible. Las palabras de Lúcido nos abocan a una doble tragedia: la de la heroína y la de toda la colectividad que no se puede salvar con rebeldía ni heroísmo. Aquí encontramos el Espriu pesimista. Conoce la verdad pero se calla, porque sabe que hablar es inútil.